# 岑浩輝
岑浩輝（しん・こうき、サム・ホーファイ、ポルトガル語: Sam Hou Fai、1962年5月 - ）は、マカオの政治家、法律家。第6代中華人民共和国マカオ特別行政区行政長官兼マカオ特別行政区国家安全維持委員会主席を務める。かつては終審法院院長（最高裁判所長官に相当）を歴任。マカオ行政長官としては初の中国本土出身者である。

## 経歴

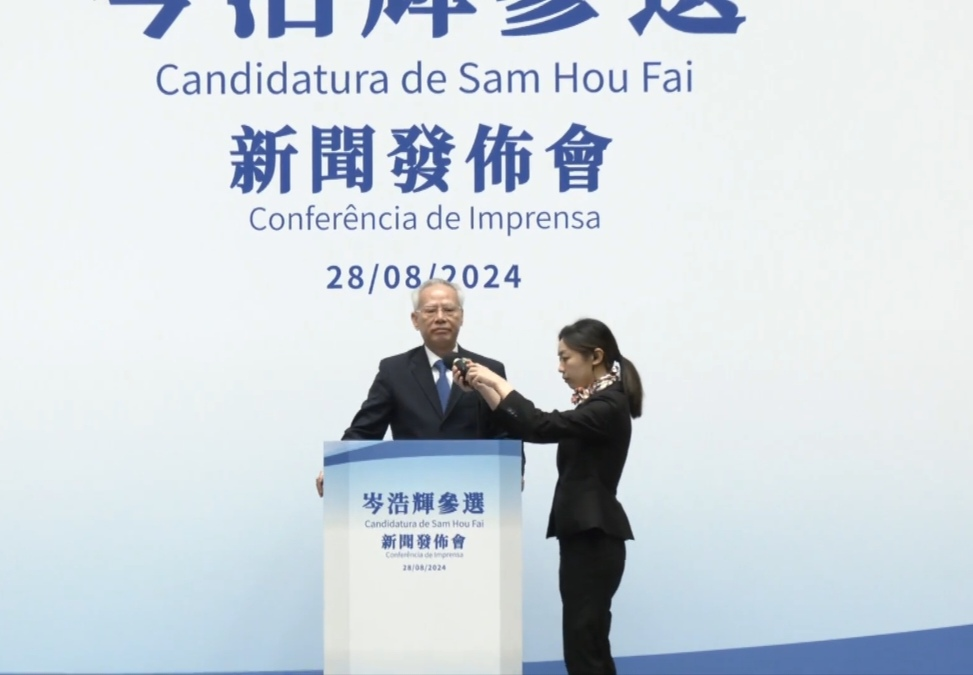
2024年8月に行政長官選への出馬表明を行う岑浩輝

広東省中山市出身。中山記念中学校で中等教育を受けた。1984年に北京大学法学科を卒業するとマカオへ移住。ポルトガルの名門大学であるコインブラ大学で教育を受け、1993年にマカオへ戻った。1995年にマカオ検察庁に入庁。検察庁在職中に共産党から本土出身の新世代の官僚として信任を得た。1997年、マカオ終審法院の裁判官となった。後にマカオ司法評議会委員に選出される。
1999年12月20日、マカオが中華人民共和国に復帰すると何厚鏵行政長官（当時）から終審法院院長に任命された。同時に司法評議会議長、マカオ特別行政区基本法普及協会名誉会長を兼任。2007年に発生した歐文龍運輸長官による汚職事件で、歐文龍に懲役27年の判決を下した。
2021年、マカオ警察は六四天安門事件追悼集会の目的が違法とした事件で、反中国を訴える政党マカオ民主発展連合委員会はマカオ警察を相手に終審法院に控訴したが、岑率いる終審法院院官は民主発展連合委員会に1989年7月6日第七回全国人民代表大会常務委員会第八回会議で採択された反革命の制止の書簡を証拠に、民主発展連合委員会に敗訴を言い渡した。
2024年8月28日、岑は行政長官選への出馬表明を行った。9月12日の締切前に選挙管理委員会の発表で400票指名のうち386を獲得し、メンバーの96.5%を占め、行政長官の唯一の候補者となった。
2024年10月25日に李強国務院総理は岑を第6代行政長官として任命することを発表し、同月31日に李強国務院総理から行政長官の任命状を手渡された。